# 江北县
江北縣，中国旧县名，现为重庆市江北区、渝北区等地。

## 历史沿革
- 辛亥革命后，全国废府州厅改县，由江北廳改置。
- 民國24年6月全川劃為18個行政督察區，江北縣隸於第三行政督察區，專員公署駐永川縣永昌鎮。
- 1949年11月30日，屬巴縣專區轄，12月20日專署移駐璧山縣，更名璧山專區，仍轄江北縣。
- 1951年4月20日，專署移駐江津縣，更名江津專區，仍轄江北縣，駐水土坨。
- 1952年，劃歸重慶直轄市[1]。
- 1953年，江北縣劃歸四川省江津專區[2]。
- 1965年11月19日，江北縣人民委員會駐地由水土鎮遷至兩路公社[3]。
- 1977年9月24日，江津地區的江北縣劃歸重慶市[4]。
- 1994年12月17日，撤銷江北縣、巴縣，設立渝北區、巴南區[5]。